# Inocybe geophylla
Inocybe geophylla, conocido comúnmente como inocybe terroso, inocybe blanco común o fibercap blanco, es una especie de hongo venenoso del género Inocybe. Está muy extendida y es común en Europa y América del Norte, apareciendo bajo los bosques de coníferas y de hoja caduca en verano y otoño. El cuerpo fructífero es una pequeña seta de color blanco o crema con un capuchón fibroso y sedoso y branquias anexas. También es común una variedad lila (lilacina).[cita requerida]

## Taxonomía y denominación
Fue descrita por primera vez en 1799 como Agaricus geophyllus por el naturalista inglés James Sowerby en su obra Coloured Figures of English Fungi or Mushrooms. Christiaan Hendrik Persoon lo describió como Agaricus geophilus en su obra de 1801 Synopsis methodica fungorum. Su epíteto específico deriva de los términos griegos antiguos geo- "tierra" y phyllon "hoja". Paul Kummer le dio su nombre binomial actual en 1871.
La forma lila se conoce como var. lilacina; fue descrita originalmente como Agaricus geophyllus var. lilacinus por el micólogo estadounidense Charles Horton Peck en 1872, que la encontró en Bethlehem, Nueva York. Claude Casimir Gillet le dio su nombre actual en 1876. .[cita requerida]
Fue clasificada como especie separada en 1918 por Calvin Henry Kauffman, quien consideró que era sistemáticamente diferente y que crecía en distintos lugares. Un estudio de 2005 sobre los genes nucleares descubrió que I. geophylla estaba estrechamente relacionada con I. fuscodisca, mientras que I. lilacina resultó estar en un linaje con I. agglutinata e I. pudica.

## Descripción
El sombrero tiene entre 1 y 4 cm de diámetro y es de color blanco o crema con una textura sedosa, al principio es cónico antes de aplanarse hasta adquirir una forma más convexa con un pronunciado umbo. Los márgenes del sombrero se pueden dividir con la edad. El fino estipe tiene una altura de 1-6 cm y un grosor de 0,3-0,6 cm y carece de anillo.
Tiene un pequeño bulbo en la base y a menudo no crece recto. Las laminillas son libres y de color crema al principio, antes de oscurecerse a un color pardo con las esporas en desarrollo. La esporada es marrón. Las esporas con forma de almendra son lisas y miden alrededor de 9 × 5 μm. El débil olor se ha comparado con el de la harina, la tierra húmeda o incluso se ha descrito como espermático. La pulpa, de color blanco o crema, tiene un sabor acre y no cambia de color al cortarla o magullarla..[cita requerida]

### Especies similares
Los hongos más grandes pueden confundirse con miembros del género Tricholoma o con el comestible Calocybe gambosa, aunque éstos tienen un olor harinoso y branquias que permanecen blancas..[cita requerida]
En Israel, se confunde con las setas comestibles del género Tricholoma, en particular con Tricholoma terreum, y con Suillus granulatus, que crecen en un hábitat similar. En Norteamérica se parece a las setas del género Hygrocybe (Hygrocybe pratensis var. pratensis)..[cita requerida]
La variedad lilacina tiene una forma similar, pero se tiñe de lila por todas partes, con un rubor ocre-marrón en el umbo del sombrero y en la base del tallo. Tiene un fuerte olor a harina o a tierra. Esta variedad podría confundirse con el engaño amatista comestible (Laccaria amethystina), aunque esta última especie tiene un estipe fibroso, un olor afrutado y carece del umbo de color ocre. Su coloración es similar a la de Clitocybe nuda, aunque las setas de esta especie suelen ser mucho más grandes..[cita requerida]
I. pudica y Clitocybe nuda también son similares.

## Distribución y habitat

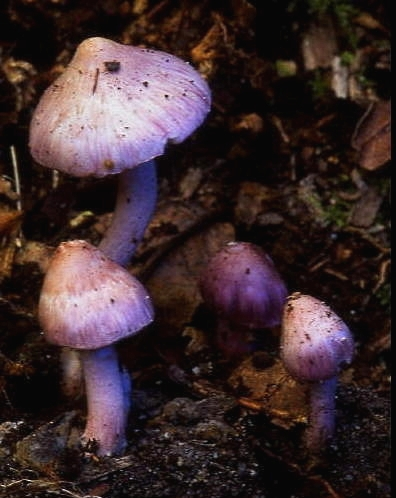
I. geophylla var. lilacina (Peck) Gillet

Inocybe geophylla es común y está muy extendida en Europa y Norteamérica. En el oeste de Norteamérica se encuentra bajo robles vivos, pinos y abetos de Douglas. Ambas variedades se encuentran en las regiones árticas canadienses del norte de Manitoba y de los Territorios del Noroeste, y la forma nominada se encuentra en comunidades de brezales de tundra seca compuestas por abedul enano americano (Betula glandulosa), sauce ártico (Salix arctica), sauce enano (S. herbacea), sauce polar (S. polaris ssp. pseudopolaris), sauce de las nieves (Salix reticulata), arándano de los pantanos (Vaccinium uliginosum var. alpinum), el arándano rojo (V. vitis-idaea var. minus), la gayuba alpina (Arctostaphylos alpina), la bistorta alpina (Persicaria vivipara), la campanilla ártica (Cassiope tetragona) y la avens blanca del norte (Dryas integrifolia) y la var. lilacina en los brezales húmedos de la tundra, junto con plantas como el abedul enano americano, el sauce de nieve, la campanilla ártica y la avens blanca del norte.
Es micorrizante, los cuerpos fructíferos se encuentran en bosques de caducifolios y coníferas en verano y otoño. Dentro de estos lugares, los cuerpos fructíferos pueden encontrarse en zonas de hierba y cerca de los caminos, o a menudo en suelos ricos y desnudos que han sido perturbados en los bordes de las carreteras, y cerca de las zanjas.
En Israel, I. geophylla crece bajo el roble de Palestina (Quercus calliprinos) y los pinos. Los hongos siguen apareciendo en períodos de poca o ninguna lluvia, ya que son micorrizas..[cita requerida]
En Australia Occidental, Brandon Matheny y Neale Bougher (2005) señalaron colecciones de lo que algunos taxónomos australianos denominaban I. geophylla var. lilacina, como una aplicación errónea del nombre I. geophylla var. lilacina; los especímenes han sido reclasificados como la especie Inocybe violaceocaulis.

## Toxicidad
Al igual que otros hongos de la familia, Inocybe geophylla contiene muscarina. Los síntomas son los de la intoxicación por muscarina, es decir, un gran aumento de la salivación, la transpiración (sudoración) y el lagrimeo (flujo de lágrimas) a los 15-30 minutos de la ingestión. Con grandes dosis, estos síntomas pueden ir seguidos de dolor abdominal, náuseas graves, diarrea, visión borrosa y respiración dificultosa. La intoxicación suele remitir en dos horas. No se produce delirio. El antídoto específico es la atropina. Inducir el vómito para eliminar el contenido de las setas también es prudente debido a la rapidez con que aparecen los síntomas. No se ha registrado ninguna muerte como resultado del consumo de esta especie. A menudo es ignorada por los cazadores de setas debido a su pequeño tamaño.